# NEC-102
MEDIAS NEC-102（メディアス エヌイーシーイチマルニ）は、NECカシオ モバイルコミュニケーションズによって開発された、AndroidをOSとするスマートフォン端末、MEDIASシリーズのひとつである。

## 概要
NTTドコモ向けのドコモ スマートフォン（docomo with series）MEDIAS WP N-06Cをベースとした端末である。
N-06Cとは異なり、購入時よりSIMロックが施されていない一方、おサイフケータイには対応していない。
BIGLOBEでは『データ通信専用スマートフォン MEDIAS for BIGLOBE』として取り扱っており、NTTドコモのネットワーク網によるMVNOでの3Gデータ通信契約との組み合わせ販売も行っている。この場合、通話機能は利用できず、別途「Skype」「050plus」「LINE」といったインターネット電話サービスを利用する必要がある。それ故に、BIGLOBEでは「通話が出来ないこと以外はほぼスマートフォン」→「ほぼスマホ」を自称している（音声通話は対応しているが動作保証外）。
2012年9月には、イオンリテールが運営するイオンの一部の店舗の携帯電話コーナーでの単品販売も開始している（ただし在庫限り）。回線契約はないため、日本通信が提供するイオンSIMの契約を端末購入時に同時に行うか、別途周波数帯域に対応したUIMカードを自分で用意するかのいずれかとなる。

## 歴史
- 2012年5月31日 - BIGLOBEより発表
- 2012年6月1日 - 限定1万台にて販売開始。
- 2012年9月1日 - イオンリテールの一部店舗でも販売を開始。在庫限りとなる。